# Stefan Mädicke
Stefan Mädicke (* 22. Februar 1966 in Halle (Saale)) ist ein ehemaliger deutscher Regattasegler. Er gehörte in seiner aktiven Zeit den SC Traktor Schwerin an und nahm für die Deutsche Demokratische Republik 1988 an den Olympischen Sommerspielen teil.
Er trat gemeinsam mit Ulf Lehmann in Flying Dutchman an und die beiden belegten letztlich den 9. Platz.